# Bullit
Bullit is een single uit 2014 van de Franse deephouseact Watermät. De single bereikte een tweede plaats in de Vlaamse Ultratop 50.

## Hitnoteringen

### Nederlandse Top 40
| Hitnotering: 28-06-2014 t/m 20-09-2014 | Hitnotering: 28-06-2014 t/m 20-09-2014 | Hitnotering: 28-06-2014 t/m 20-09-2014 | Hitnotering: 28-06-2014 t/m 20-09-2014 | Hitnotering: 28-06-2014 t/m 20-09-2014 | Hitnotering: 28-06-2014 t/m 20-09-2014 | Hitnotering: 28-06-2014 t/m 20-09-2014 | Hitnotering: 28-06-2014 t/m 20-09-2014 |
| Week:                                  | 1                                      | 2                                      | 3                                      | 4                                      | 5                                      | 6                                      |                                        |
| -------------------------------------- | -------------------------------------- | -------------------------------------- | -------------------------------------- | -------------------------------------- | -------------------------------------- | -------------------------------------- | -------------------------------------- |
| Positie:                               | 34                                     | 32                                     | 32                                     | 39                                     | 36                                     | 40                                     | uit                                    |

### NederlandseSingle Top 100
| Hitnotering: 21-06-2014 t/m 30-08-2014 | Hitnotering: 21-06-2014 t/m 30-08-2014 | Hitnotering: 21-06-2014 t/m 30-08-2014 | Hitnotering: 21-06-2014 t/m 30-08-2014 | Hitnotering: 21-06-2014 t/m 30-08-2014 | Hitnotering: 21-06-2014 t/m 30-08-2014 | Hitnotering: 21-06-2014 t/m 30-08-2014 | Hitnotering: 21-06-2014 t/m 30-08-2014 | Hitnotering: 21-06-2014 t/m 30-08-2014 | Hitnotering: 21-06-2014 t/m 30-08-2014 | Hitnotering: 21-06-2014 t/m 30-08-2014 | Hitnotering: 21-06-2014 t/m 30-08-2014 | Hitnotering: 21-06-2014 t/m 30-08-2014 |
| Week:                                  | 1                                      | 2                                      | 3                                      | 4                                      | 5                                      | 6                                      | 7                                      | 8                                      | 9                                      | 10                                     | 11                                     |                                        |
| -------------------------------------- | -------------------------------------- | -------------------------------------- | -------------------------------------- | -------------------------------------- | -------------------------------------- | -------------------------------------- | -------------------------------------- | -------------------------------------- | -------------------------------------- | -------------------------------------- | -------------------------------------- | -------------------------------------- |
| Positie:                               | 39                                     | 40                                     | 27                                     | 25                                     | 35                                     | 38                                     | 36                                     | 42                                     | 50                                     | 70                                     | 95                                     | uit                                    |

### VlaamseUltratop 50
| Positie: | 6 | 3 | 2 | 2 | 2 | 2 | 3 | 6 | 9 | 11 | 18 | 18 | 24 | 28 | 30 | uit |